# Francesco del Giocondo
Francesco di Bartolomeo di Zanobi del Giocondo (* 1460; † 1539) war ein florentinischer Seidenhändler und Politiker.
Francesco del Giocondo stammte aus einer wohlhabenden Familie von Seidenhändlern. Er selbst ergriff diesen Beruf ebenfalls. Er war insgesamt dreimal verheiratet. Seine ersten beiden Ehen (1491 und anschließend von 1493 bis 1494 mit Camilla Rucellai) endeten, als die Frauen im Kindbett starben. Seit seiner Heirat am 5. März 1495 war er der Ehemann von Lisa del Giocondo, mit der er fünf Kinder hatte. Die Heirat mit Lisa Gherardini verschaffte ihm keinen politischen oder finanziellen Vorteil, weshalb durchaus fast von einer Liebesheirat gesprochen werden kann. Lisas Familie brachte nur eine bescheidene Mitgift auf, was die oben genannte These ebenfalls unterstützt. Im Dezember 1502 wurde Francesco del Giocondo zum zweiten Mal Vater eines Sohnes. Im Jahr 1503 zog er mit seiner Familie in ein neues Florentiner Quartier um.
Lisa del Giocondos von Leonardo da Vinci gemaltes Porträt ist heute als Mona Lisa bekannt. Da sich da Vincis Arbeit an der Mona Lisa am ehesten auf die Zeit nach 1503 datieren lässt, wird angenommen, dass Francesco del Giocondos Bestellung des Porträts seiner Ehefrau mit der Geburt seines zweiten Sohnes zusammenhängt. Dies wurde als Zeichen der Liebe und Dankbarkeit ihr gegenüber gewertet. Die wohl auch damit zusammenhängende Gründung eines neuen Hausstandes wurde ebenfalls, den sozialen Gepflogenheiten im damaligen Florenz entsprechend, als Anlass für die Bestellung des Porträts gewertet.

## Rezeption
Die historische Person des Francesco des Giocondo fand Eingang in Literatur und Kunst. Die Wiener Schriftstellerin und Schauspielerin Beatrice von Dovsky verfasste die Novelle Mona Lisa (1912–1913). Diese Dichtung gab den Anstoß zur Oper Mona Lisa von Max von Schillings. Max von Schillings, der zunächst Dovskys Dichtung Lady Godiva vertonen wollte, war von deren Dichtung Mona Lisa so beeindruckt, dass er sich kurzfristig für diesen Stoff entschied. Beatrice von Dovsky schrieb dann auch das Libretto zu Schillings’ Oper. Die Uraufführung fand am 26. September 1915 in Stuttgart statt.
Francesco del Giocondo wird als Perlenhändler dargestellt, der sich nach der früheren Leidenschaft und erotischen Liebe seiner Frau zurücksehnt. Mit krankhafter Eifersucht wacht er nun über seine Ehefrau, der er Untreue unterstellt. Sein Begehren richtet er insbesondere auf das geheimnisvolle Lächeln im Gemälde der Monas Lisa. Dieses Begehren wird, der Entstehungszeit der Oper entsprechend, oft tiefenpsychologisch im Sinne der Studien Sigmund Freuds gedeutet. Eine stärkere Psychologisierung erfährt die Figur Francesco del Giocondos dadurch, dass die historische Handlung in eine Rahmenhandlung eingebettet wird, die in der Gegenwart, d. h. in der Entstehungszeit der Oper, spielt. Francesco del Giocondo tritt in einer Doppelrolle auf: im Vorspiel und Nachspiel als Ein Fremder, in der historischen Handlung der Oper als Messer Francesco del Giocondo.
Bekannte Darsteller des Francesco in der Oper Mona Lisa waren Theodor Scheidl, Mathieu Ahlersmeyer, Alexander Welitsch und Wicus Slabbert.